# 国衙

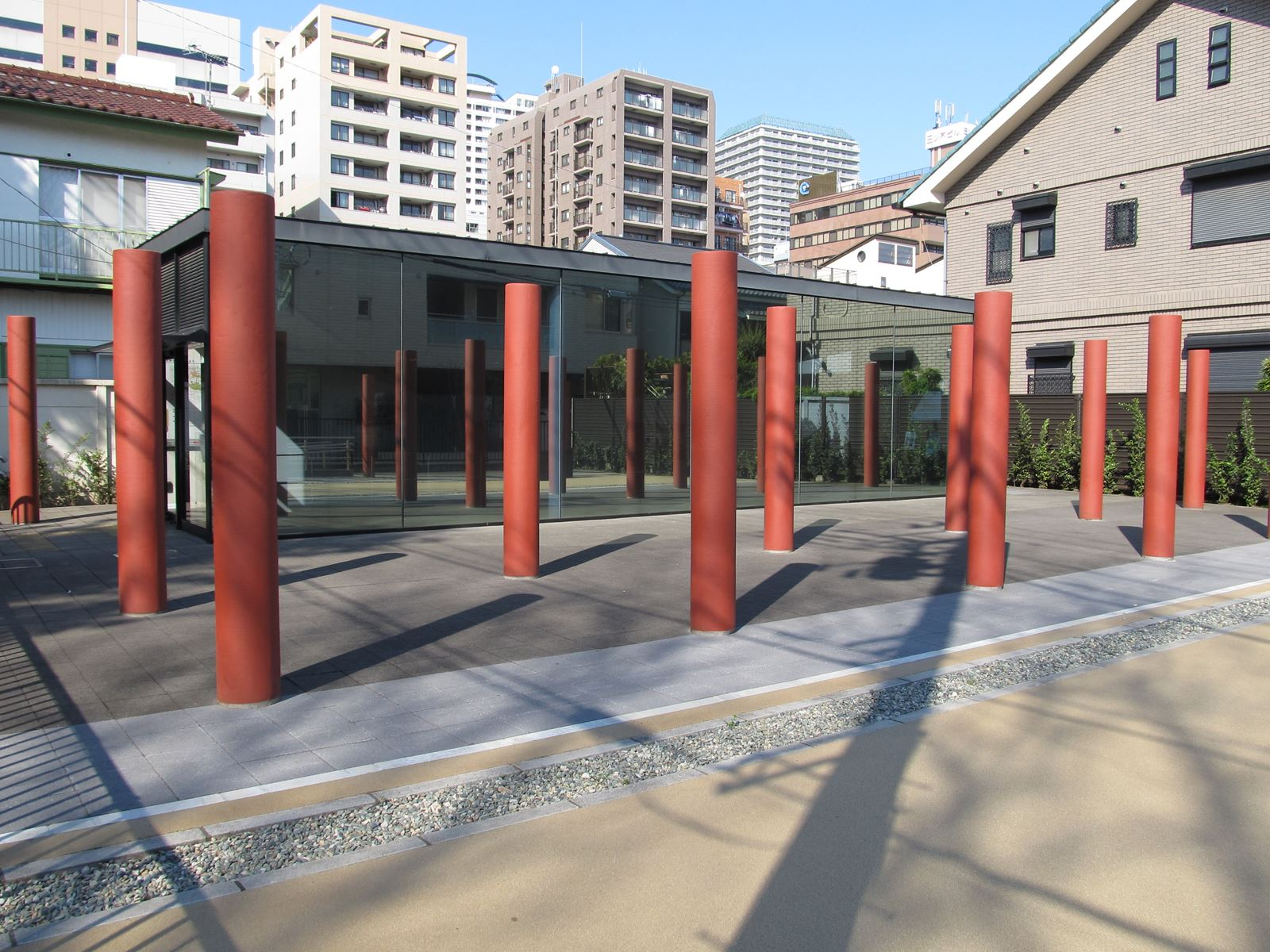
武蔵国府跡 史跡整備地（国衙跡）

国衙（こくが）は、日本の律令制において国司が地方政務を執った役所が置かれていた区画である。
国衙に勤務する官人・役人（国司）や、国衙の領地（国衙領）を「国衙」と呼んだ例もある。
各令制国の中心地に国衙など重要な施設を集めた都市域を国府、またその中心となる政務機関の役所群を「国衙」、さらにその中枢で国司が儀式や政治を行う施設を国庁（政庁）と呼んだ。

## 遺跡と区画

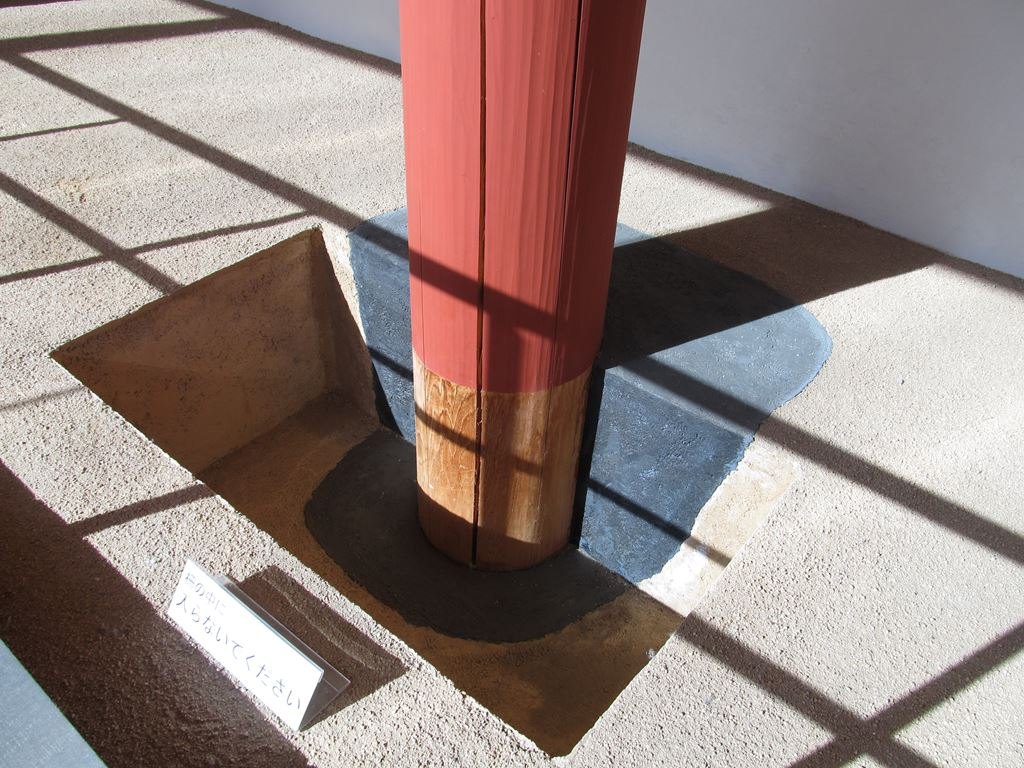
国衙の中枢にあった建物の柱跡

主な国衙遺跡には、武蔵国衙（府中市）、周防国衙（防府市）、伯耆国衙（倉吉市）、常陸国衙（石岡市）、近江国衙（大津市）、土佐国衙（南国市）などがある。これらの国衙遺跡から、各国の国衙区画プランにいくつかの共通点があることが判っている。
国衙の中心的な施設として、国庁正殿が置かれた。正殿の前後には、前殿・後殿が設置される。正殿は北寄り正面に南向きに建てられることが多かったので、脇殿は東西に置かれ、それぞれ東脇殿・西脇殿と呼ばれた。中央を広場とした。建物配置は左右対称である。これらの官衙群は築地塀・掘立柱塀で囲まれた区域内に整然と配置されており、この国衙域はおよそ数十メートルから100メートル前後四方に区画されていることが多い（例：南北300メートル、東西200メートル）。敷地の周囲は掘立柱の板塀や築地塀や溝で区画し、南に門を置く。建物構造は掘立柱や礎石建ちの二種。
ただし、国庁正殿や国衙域の規模は、各国ごと、時代ごとに異なっており、各国衙区画プランを比較すると共通点よりむしろ差異が目立つ。国庁の周囲には、事務消耗品・備品や武器を製作する工房や食事のための厨屋など（これらを曹司という）の他、国司の生活の場である国司館、租税を収蔵する正倉などが配置されていた。これら建築群の配置態様は、各国によって全く異なっている。
国庁・郡庁は全国的に見ても、遺跡の判明しているものはきわめて少ない。その理由としては、廃絶後長年月が過ぎていて遺跡が忘れ去られていることが多いことや、大部分が掘立柱建物なので地表に遺構をとどめることがないことなどがあげられる。

## 沿革
最初期の国衙は、律令制構築段階の7世紀後期に登場したと考えられている。しかし、この当時は地方政治制度が十分に確立していなかったので、後に見るほど確固とした国衙が成立したわけではなかった。8世紀前期から中期にかけての時期、国衙は安定的に営まれるようになる。この時期が国衙の成立期だとされている。
ただし、「国衙」という言葉は、律令制が成立した7世紀後期から8世紀初期にはまだ存在しなかったとする見方が強い。律令条文においては、後世の国衙に相当する語として、「国司」もしくは「庁（国庁・政庁）」が用いられて、公文書では「国府」という表現も見られる。唐（中国）においても律令の公式解説書である『唐律疏義』の闘訟律に「衙府」という表現が用いられていることから、唐風表現が意識された8世紀後半に漢詩などの文学表現の場で官庁施設の美称として「衙」という表記が用いられたものが一般化したと考えられている。『続日本紀』では宝亀11年（780年）7月戊子条に初めて「国衙」という表現が登場している。
国衙には、律令の規定に基づいて守・介・掾・目の国司四等官と書記官である史生が勤務した。この他の国衙職員としては、国博士・国医師・国師といった専門職員や雑徭によって徴発された徭丁らがいた。合計すると小国では数十人、大国では数百人とかなりの規模の人数が勤務しており、国衙を中心に都市的な領域が形成されていた。
9世紀頃から律令法制と社会実情が次第に乖離していき、同世紀末には律令規定に基づく地方統治が困難となると、10世紀前期、朝廷は統治権限を大幅に国司へ移譲する国制改革を行った（これにより成立した体制を王朝国家体制という）。国司は大幅に増えた権限に対応するため、国衙機構の強化に努めるようになり、租税収取を所管する部署（税所・田所・大帳所・出納所など）や、軍事を所管する部署（健児所・検非違使所・厩所など）、所務・雑務を所管する部署（政所・調所・細工所・膳所など）を国衙に整備していった。同じ頃、国司が任国へ赴任せず（遙任という）、目代という代理人兼監督者を現地派遣し、現地の有力者や官人（在庁官人という）に国衙政治を任せるケースが増えていた（平安中期頃から遙任の場合の国衙を「留守所」と称するようになった）。11世紀・12世紀になると、国衙政治の実務は事実上在庁官人が担うようになっており、受領国司は在庁官人の力なしに国内統治を果たすことはできなかった。
11世紀中期頃から荘園の増加が著しくなり、従来、国衙が支配していた公田が次第に減少していった。国衙はこれに対抗するため、支配する公田を領域的にまとめて、郡・保・郷・条などの支配単位に再編成した。こうして国衙は自らの支配域を領域化することに成功し、こうして成立した国衙の支配域を国衙領という。
鎌倉時代になると、幕府は各国へ守護を設置した。守護は検断権のみが認められていたのであり、国衙の統治権を侵害する存在ではなかったが、守護が所在した守護所はしばしば国衙の近隣に営まれ、国衙・守護所両者の機能が次第に一体化する傾向が見られ始めた。
室町時代の守護は検断権だけでなく更に強力な統治権限が認められたため、守護は積極的に国衙の統治権限を蚕食していった。その結果、室町前期のうちに国衙機構は守護所に取り込まれ、ほとんどの国衙は実質的に消滅した。

## 遺称地名

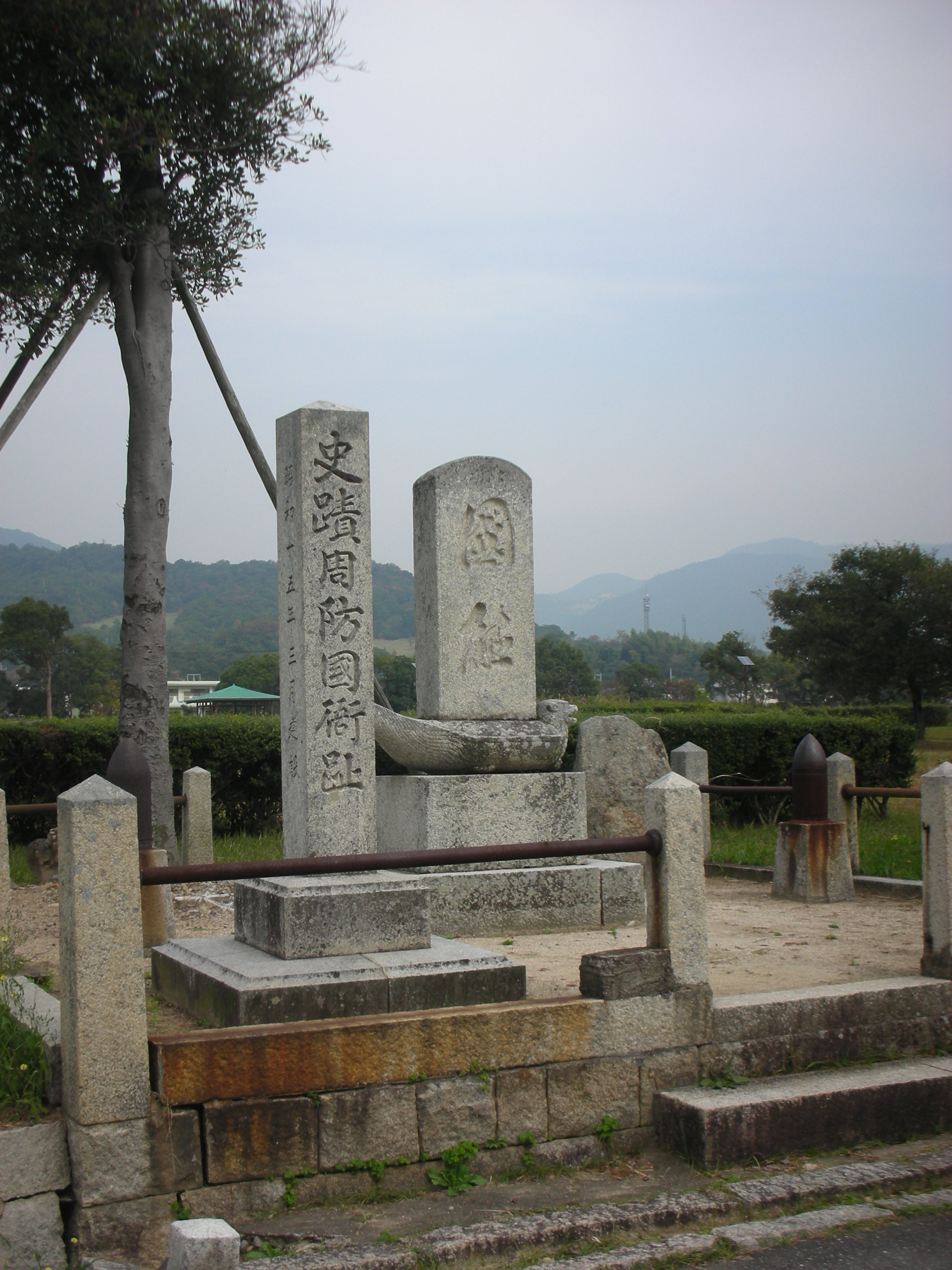
周防国衙跡の碑（防府市国衙三丁目）

国衙が地名として残存している例はそれほど多くないが、防府市国衙（周防国衙跡）が比較的有名である。
兵庫県姫路市の姫路駅南東部には過去に自治体として国衙村が存在していた。これは同地にあった国衙荘に由来する（播磨国府はそれより北方に位置したとみられる。後述）。
そのほかの地名としては
- 山梨県笛吹市御坂町国衙（甲斐国衙跡）
- 群馬県安中市松井田町国衙（上野国衙跡）
- 兵庫県南あわじ市神代国衙（淡路国衙跡）

がある。

## 遺跡

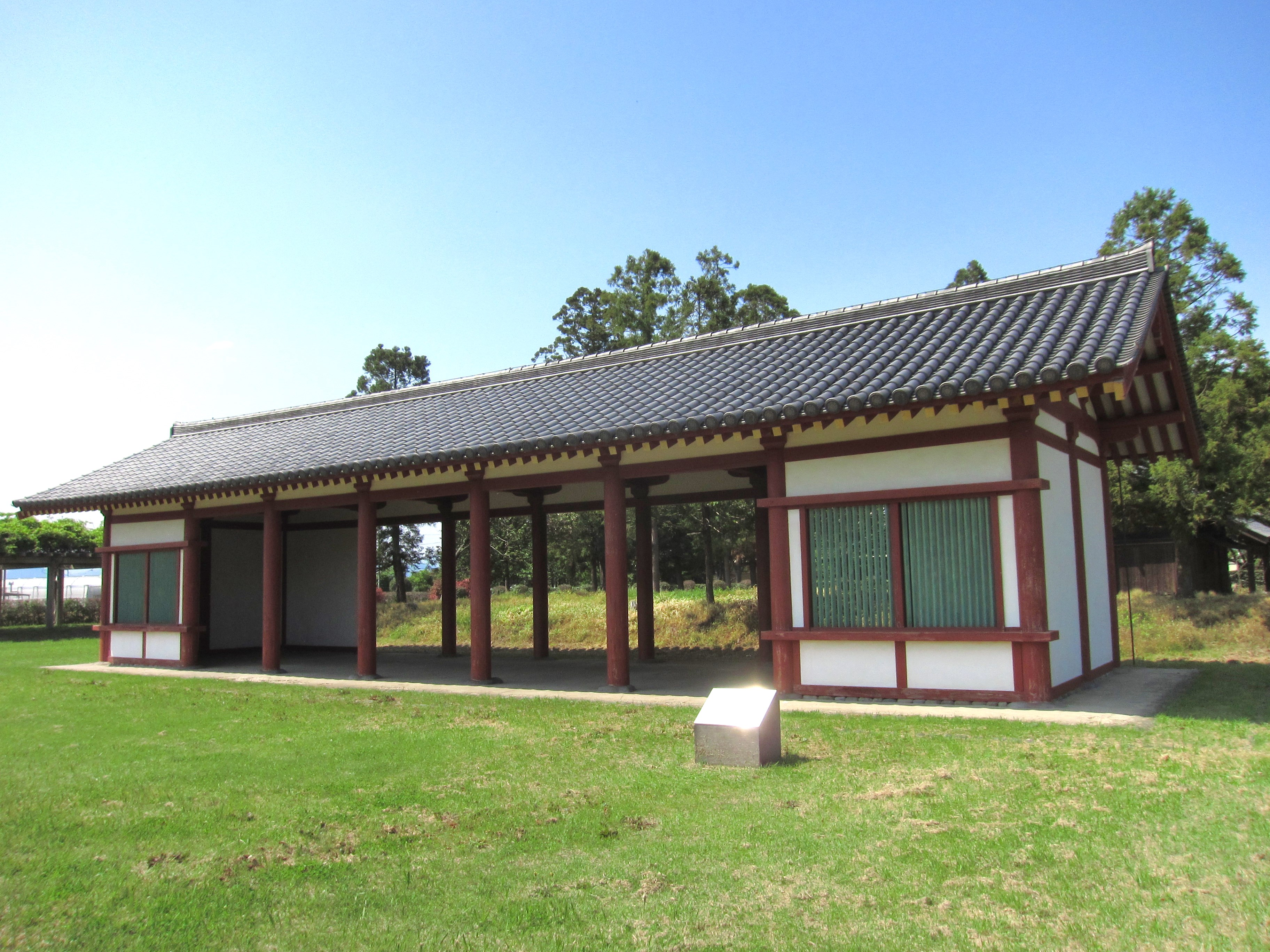
下野国庁跡の前殿（復元）

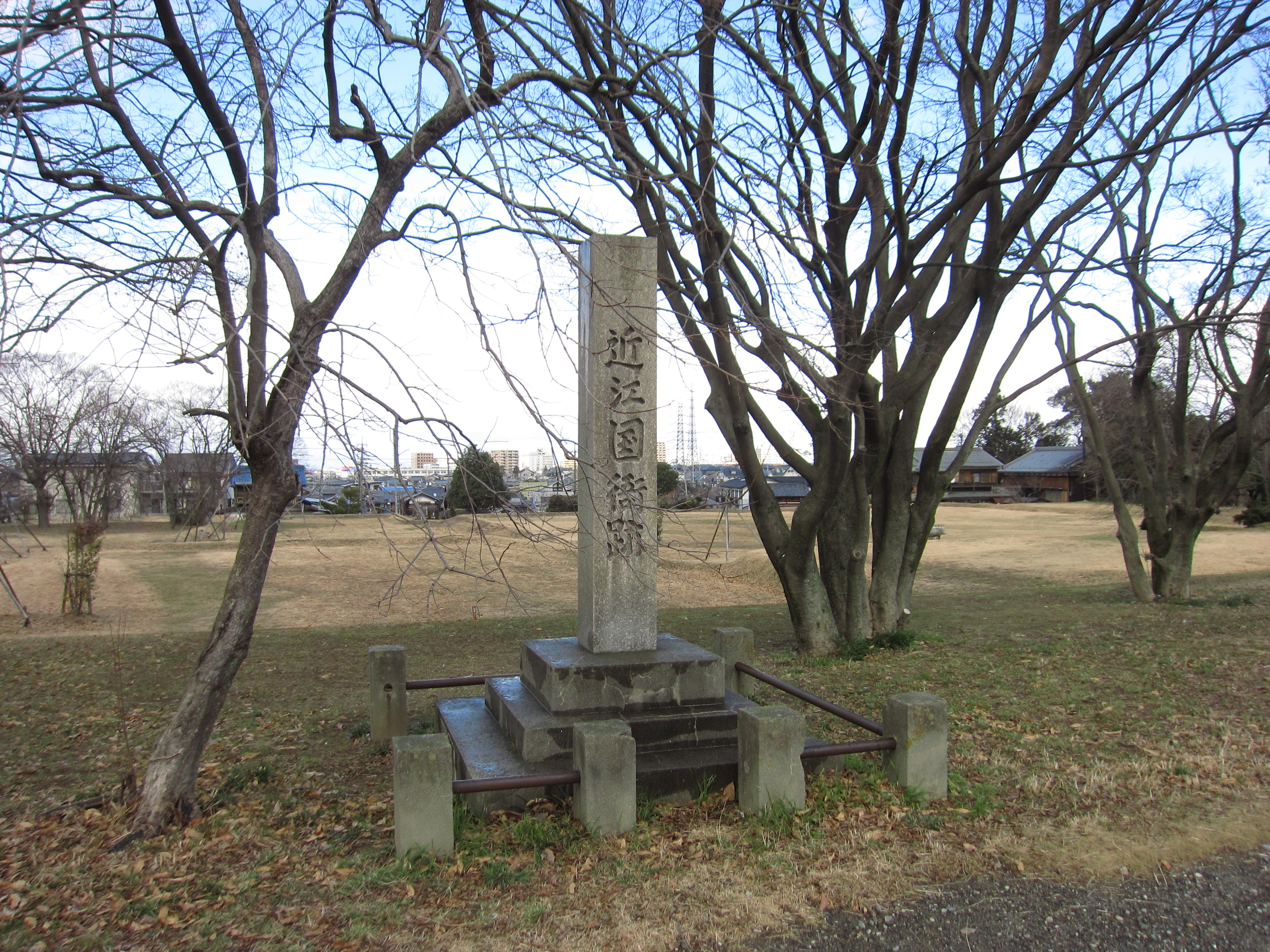
近江国丁跡の碑

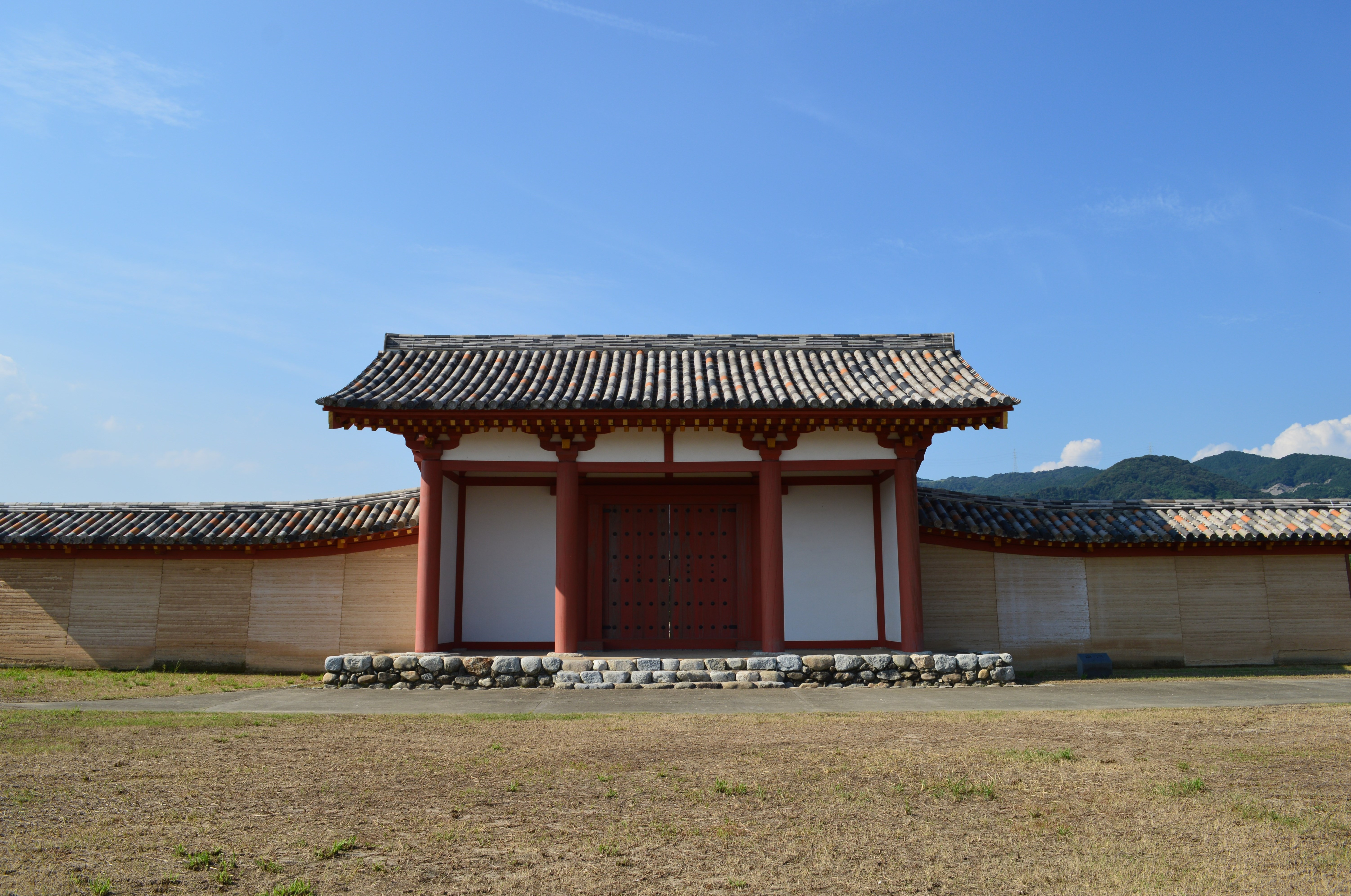
肥前国庁跡の南門（復元）

陸奥国府跡（郡山遺跡・多賀城）
当初の陸奥国府は宮城県仙台市に所在する郡山遺跡に官衙が置かれていたが、神亀元年（724年）に多賀城（同多賀城市）に移ったと考えられている。約900メートル四方の多賀城内の中央に、政務や儀式を行う政庁があったとされる。多賀城は国の特別史跡。
常陸国府跡
茨城県石岡市の石岡市立石岡小学校の校庭において発見された。国史跡。
武蔵国衙跡
東京都府中市の武蔵総社大國魂神社境内とその東側に所在。国史跡。南北約300メートル、東西約200メートルの範囲内が国衙と確定され、さらにその中の約100メートル四方が溝により国衙中枢部と推定されている。この国衙跡の区画内では掘立柱建物跡や礎石跡など、国庁と見られている建物跡と共に、武蔵国内ほとんどのすべての郡名瓦などが出土している。北側には国庁の北門跡があり、大型東西棟、西には総柱の南北棟など中心部の施設配置が明らかになった。また南西方角の府中御殿跡では国司の居宅が発見されている。JR府中本町駅前発掘調査では、掘立柱建物跡15棟が出土している。
下野国庁跡
栃木県栃木市田村町に所在。国史跡。『和名抄』に「国府在都賀郡」とあるが、その跡が推測にとどまっていた。1979年（昭和54年）の発掘調査で国庁跡が確認された。政庁域は一町の地割り区画をもち四周を塀で囲み、中央に前殿（東西棟）、その後に正殿（未調査）を配し、前殿の東・西に長大な南北棟の脇殿を対峙させている。各辺の中央には門を設け、南門から幅9メートルの大路が南に走っている。これが南大路であり、西側や南側に各種の官衙建物が配置されていたと想定されている。Ⅳ期に分けられ、Ⅰ期は8世紀前半で、中央に二棟の前殿（桁行四間・梁間二間）、その東西に南北棟の東脇殿（桁行十五間・梁間二間）・西脇殿（桁行十六間・梁間二間）が確認されている。いずれも檜皮葺の掘立柱建物である。
下総国庁跡
千葉県市川市国府台に推定されており、国府台球場の改修により、発掘調査が行われる予定。
美濃国府跡
岐阜県垂井町に所在。国史跡。
伊賀国庁跡
三重県伊賀市。国史跡。
伊勢国府跡
三重県鈴鹿市に所在。国指定史跡となっている。
近江国庁跡
滋賀県大津市に所在。別称を三大寺遺跡という。『和名抄』や『拾芥抄』（しゅうがいしょう）に栗本（太）郡内にあったことが知られる。ところが、1935年（昭和10年）歴史地理学者によって大津市瀬田（旧栗太郡）の三丁目付近に国府を想定する発表があり、その後の1963年（昭和38年）・1965年（昭和40年）の発掘調査によって国庁の中心部が確認され、発表を裏付けた。国庁は方八町ないし九町の国府域の南端中央部に東西二町、南北三町の規模で存在。東西三間・南北二間の南門。四方を築地塀で囲まれた内郭があり、その中心の建物郡が政庁である。その規模は、東西72.8メートル、南北109メートルと推定されている。
播磨国府跡
兵庫県姫路市に所在。1984年に総社本町の姫路郵便局の庁舎増築に伴う発掘調査によって、大型の掘立柱建物群と瓦葺建物の存在、およびそれらの計画的な配置が明らかとなった。「播磨国府系瓦」が大量に出土している（本町遺跡）。2017年にはその東にある平野町にて奈良時代のものとみられる大量の瓦や建物の柱跡が見つかり、うち軒平瓦には播磨国府系瓦と酷似する唐草文様が刻まれている。
美作国府跡
岡山県津山市に所在。1970年（昭和45年）中国縦貫道の建設に伴う発掘調査で検出された。1986年（昭和61年）から7次に及ぶ調査で分かるようになってきた。第1期が7世紀後半から8世紀初頭までで、美作国成立以前に属する。郡庁遺構と同じく口の字形遺構配置に似ているので、苫田（とまだ）郡庁のものとみられている。
因幡国庁跡
鳥取県鳥取市国府町大字中郷・安田に所在し、鳥取市の東方約10キロメートルほどの所にある。山陰道の西端に位置する。1977年（昭和52年）の発掘調査で、国庁の中心部・それに近い建物郡が発見された。遺構は東西150メートルの間に、10軒あまりの掘立柱建物・二条の柵・二基の井戸・数本の道路と溝などが存在した。中心的掘立柱建物は桁行き5間×梁間4間で南北の両面に庇を付け、その後方に桁行き5間×梁行き2間の切り妻型の二軒である。これらの中心的建物の南側約75メートルの地点に、中世の桁行き7間×梁間3間以上の東西棟の掘立柱建物が検出されている。遺物としては硯・木簡・墨書土器・緑?陶器などの国庁を象徴するものが多数出土している。
伯耆国庁跡
鳥取県倉吉市国府・国分寺に所在する。1973年（昭和48年）から1978年（昭和53年）の間に6次にわたって発掘調査が実施された。その結果伯耆の国府で国衙跡のほぼ全体が発掘調査で検出されるという大きな成果があった。国庁の東側に国分寺と国分尼寺があった。国庁は、幅2メートル、深さ1メートルほどの溝によって区画された外郭（曹司[ぞうし]地区）とその中央部に内郭（国衙政庁地区）からなり、外郭域は東西273メートル、南北227メートルの長方形で、東辺に東西51メートル、南北245メートルの張り出し部が付く。遺跡は8世紀中頃から10世紀の間のもので、大きく分けて4時期の変遷がみられる。
出雲国府跡
島根県松江市大草町の六所神社周辺だとされている。1968年（昭和43年）から1970年（昭和45年）の発掘調査で、多数の掘立柱建物跡・石敷遺構・溝状遺構、木簡・墨書土器、大量の食器類・硯・重さを量る分銅・銀貨の和同開珎・軒瓦・玉づくりをする原石・玉類・砥石（といし）などが出土している。国庁外郭は、幅3メートルの大溝で区画している。推定復元すると一辺167メートル四方を大溝で区画し、その南半分に南北96メートル、東西72メートルの政庁区画を造り、その中に正殿・東西脇殿などを配置したと考えられている。北半分も溝で区切り、官衙建物を配置したと推定されている。周辺地区で現在水田になっているところは条里制のあとがよく残っている。建物遺構は7世紀後半から9世紀にかけて六時期の変遷が認められ、7世紀後半まで溯る国庁の最も古い例の一つだとされている。また、1999年度（平成11年度）からも発掘調査が行われている。
備後国府跡
広島県府中市に所在。国史跡。
周防国衙跡
山口県防府市内に古くから土居八町とよばれる地域にあり、現在でもそこには国衙や国庁などの小字名がみられる。国府地域には条坊制の跡が見られ、そのほぼ中央北寄りに2町四方の国衙があり、その周りは幅約3メートルの土壇をもつ築地が巡らされ、築地には東西南北の4門があった。国衙域中央を南北に「朱雀大路」が走り、東南部に港湾施設があったと思われる「船所」の字名が存在する。1961年（昭和36年）から1964年（昭和39年）を第1次として発掘調査が行われ、国府には、東西215メートル、南北850メートルに国庁が置かれている。国府域内に都での朱雀大路にあたる大路が南北に通じており、朱雀という小字名も残っている。昔の国府の様子が分かる典型として有名である。1937年（昭和12年）史跡に指定された。国衙跡としては最も早い史跡指定である。
阿波国府跡
徳島県徳島市国府町付近にある。発掘調査はすでに30回以上実施されている。7世紀前半代に溯る可能性がある。初期段階の国府中心地域（観音寺地区）から多量の木簡などが出土している。観音寺地域の北側にある敷地遺跡と反対側の南側にあるせんだんの木地区で国衙関連の建物跡が発見されている。敷地遺跡からは10棟からなる建物郡と柵や井戸が見つかっている。8世紀前半代に建てられた4棟と9世紀前半代に建てられた6棟が検出されている。コの字状に建てられている。
讃岐国府跡
香川県坂出市に所在。国史跡。
土佐国衙跡
高知県南国市に所在。国史跡。
筑後国府跡
福岡県久留米市に所在。国史跡。
豊前国府跡
福岡県指定史跡。
肥前国庁跡
佐賀県佐賀市の嘉瀬川左岸の惣座集落の南300メートルのところにある惣座遺跡である。東西77.2メートル、南北104.5メートルの築地が廻り、内側に整然と並んだ建物郡が見つかっている。正殿はほぼ中央に2間×7間（6.6×20.8メートル）で、単廊形式の回廊がついている。前殿は2間×7間（5.4×20.86メートル）、後殿は2間×7間（5.4×20.86メートル）正殿より若干小さい。正殿・前殿の南側に南北方向に二棟ずつ並ぶ脇殿がある。南門は2間×3間の八脚門の形式を保っている。この政庁跡の建物配置は、大宰府と同じである。
日向国府跡
宮崎県西都市に所在。国史跡。